# 三崎低寄居蟹
三崎低寄居蟹（学名：Catapagurus misakiensis）为寄居蟹科低寄居蟹屬下的一个种。